# Something (píseň, Andrius Pojavis)
„Something“ je píseň litevského zpěváka Andriuse Pojavise.
Píseň byla vybrána 20. prosince 2012 prostřednictvím litevského národního výběru, kde se ve finále utkala s dalšími 7 písněmi. Obdržela 12 bodů od poroty a 8 bodů od diváků, čímž se umístila na první dělené pozici a postoupila do superfinále s dalšími 2 písněmi. Superfinále vyhrála, a proto reprezentovala Litvu na Eurovision Song Contest 2013 v Malmö. V semifinále soutěže se píseň dostala na deváté místo, čímž si zajistila účast ve finále. V tom skončila se 17 body na 22. místě.